# Comté de Nillumbik
Le comté de Nillumbik (Shire of Nillumbik) est une zone d'administration locale de la banlieue nord-est de Melbourne, dans l'État de Victoria en Australie.
Ce comté résulte de la fusion en 1994, de portions des comtés d'Eltham, Diamond Valley (en), Healesville et de la ville de Whittlesea.

## Quartiers
Cette zone d'administration locale comprend les quartiers de :
- Christmas Hills
- Cottles Bridge
- Diamond Creek
- Eltham
- Eltham Nord
- Greensborough (partagé avec la ville de Banyule ; siège du conseil du comté)
- Hurstbridge
- Kangaroo Ground
- Nutfield
- Panton Hill
- Plenty
- Research
- Smiths Gully
- St Andrews
- Warrandyte Nord
- Watsons Creek
- Wattle Glen
- Yarrambat